# Exceet Card
Die Exceet Card AG (bis Anfang 2013 Winter AG) mit Sitz in Unterschleißheim ist ein ehemals börsennotierter deutscher Hersteller von Chipkarten und Sicherheitsprodukten.

## Geschichte

Historisches Logo

Das Unternehmen wurde 1924 unter dem Namen Winter Wertdruck GmbH als Druckerei gegründet und produziert seit 1993 Chipkarten. Im Jahr 2000 erfolgte der Börsengang der in der Zwischenzeit in eine Aktiengesellschaft umgewandelten Winter AG. Ihre Aktien waren danach am Regulierten Markt der Deutschen Börse notiert.
Von 2004 bis 2009 gehörte Winter mehrheitlich der schweizerischen Trüb AG. Im Oktober 2010 wurde der Verkauf des Unternehmens an die schweizerische Unternehmensgruppe Exceet Group bekannt gegeben, nachdem vorher ein Squeeze-out erfolgt war.
Der Geschäftsbereiches ID Management & Systems (“IDMS”) der exceet Group AG (und damit auch die exceet Card AG) wurde im Rahmen eines Management-Buy-Outs (MBO) am 30. September 2016 an die Herren Robert Wolny (COO IDMS) sowie Ulrich Reutner (ehemaliger CEO von exceet) verkauft. Die exceet Card Group wird über die Visioncard Holding GmbH gehalten, welche sich zu 100 % in ihrem Besitz befindet. Der Übergang der Geschäftsaktivitäten ist sofort wirksam. Die Parteien haben Stillschweigen über den Verkaufspreis vereinbart.
Seit 2023 produziert Exceet Card die neuen Schweizer Führerausweise.

## Aktivitäten
Das Unternehmen stellt neben kontaktbehaftet und kontaktlos arbeitenden Chipkarten, Dual-Interface-Karten und USB-Token her. Weiter bietet das Unternehmen damit verbundene Dienstleistungen (wie Key-Management und den Betrieb von Card-Management-Systemen) an. Winter entwickelt außerdem das Kartenbetriebssystem CombOS.
Zu den Hauptkunden zählen Banken (Maestro-Karten, Kreditkarten, EMV-Karten), Krankenversicherungen (Krankenversichertenskarte, Elektronische Gesundheitskarte), Unternehmen des öffentlichen Personennahverkehrs und Behörden. Die Winter AG besitzt die Sicherheitszertifizierung zur Personalisierung von Karten mit Mastercard- und Visa-Logo.